# Drapeau de la Roumanie
Le drapeau de la Roumanie (roumain : drapelul României) est le pavillon national, le drapeau civil et le drapeau d'État de la Roumanie. Il est composé de trois couleurs : bleu, jaune et rouge. Il ressemble aux drapeaux de la république de Moldavie et du Tchad mais les teintes des couleurs sont différentes (par exemple, bleu de cobalt pour la Roumanie, mais bleu de Prusse pour le Tchad et bleu cyan pour la Moldavie).
| Couleur | ● Bleu      | ● Jaune      | ● Rouge     |
| ------- | ----------- | ------------ | ----------- |
| HTML    | #002B7F     | #FCD116      | #CE1126     |
| RVB     | 0, 43, 127  | 252, 209, 22 | 206, 17, 38 |
| Pantone | 280c        | 116c         | 186c        |
| CMJN    | 100.70.0.10 | 0.10.95.0    | 0.90.80.5   |

Selon une opinion très répandue en Roumanie, ces couleurs seraient simplement reprises des drapeaux des trois pays historiques unifiés entre 1859 et 1918 : la Transylvanie qui présentait déjà les trois couleurs, la Valachie qui affichait le bleu et le jaune, et la Moldavie qui affichait le bleu et le rouge. En fait, c'est un peu plus complexe : le plus ancien drapeau roumain tricolore conservé date de 1834 et ses trois couleurs ont une signification remontant à la renaissance culturelle roumaine et à la révolution de 1821. 
Initialement, elles étaient placées horizontalement. Pendant les révolutions de 1821 et de 1848, le bleu (ciel) symbolisait la liberté, le jaune d'or la prospérité (champs de blé), l'égalité et la justice, et le rouge (sang) la fraternité. Ces révolutions échouèrent, mais le tricolore devint le symbole de la volonté d'union des roumanophones de Valachie, de Moldavie, d'Autriche-Hongrie (Banat, Crișana, Marmatie, Transylvanie et Bucovine), de l'Empire ottoman (Dobrogée) et de l'Empire russe (Bessarabie). 
Le drapeau roumain dans sa forme actuelle, remonte à la période 1867-1948 : il a été ré-adopté en 1989 par simple suppression des armoiries du régime communiste.

## Histoire
Avant 1859, il n'y avait pas de drapeau national roumain mais des drapeaux hérités du passé sur les territoires de Valachie, de Moldavie, d'Autriche-Hongrie (Banat, Crișana, Marmatie, Transylvanie et Bucovine), de l'Empire ottoman (Dobrogée) et de l'Empire russe (Bessarabie),,:

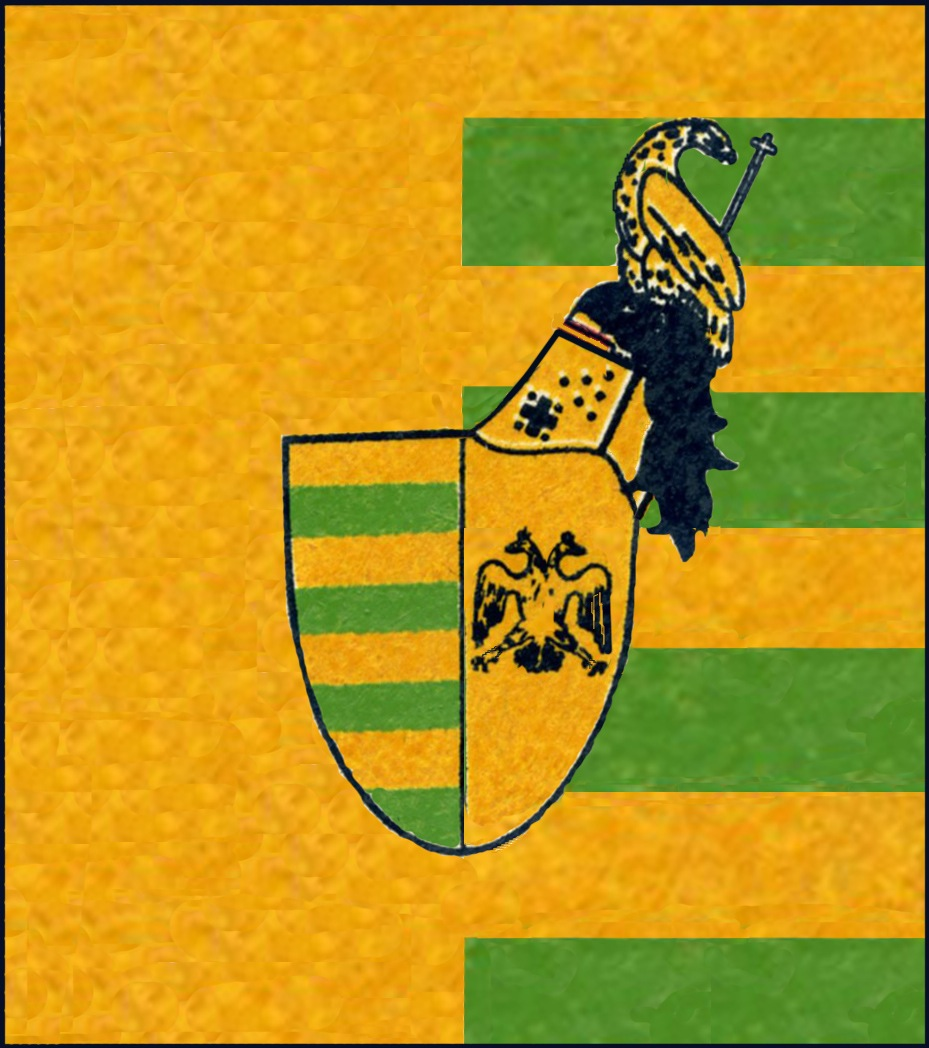
Drapeau et armoiries de la dynastie valaque des Basarab (XVe siècle), selon l'armorial Korenić-Neorić et Grigore Jitaru[4].
Armoiries d'Étienne III de Moldavie (1457 - 1504), selon l'armorial Korenić-Neorić et Grigore Jitaru[4].
Bannière moldave à la bataille de Baia. 1467
Drapeau de la Valachie (XVe siècle, à fond blanc[5] ou bleu selon les sources[3]).
Bannière moldave dans la bataille d'Obertyn. 1531
Bannière de Ieremia Movilă. 1601
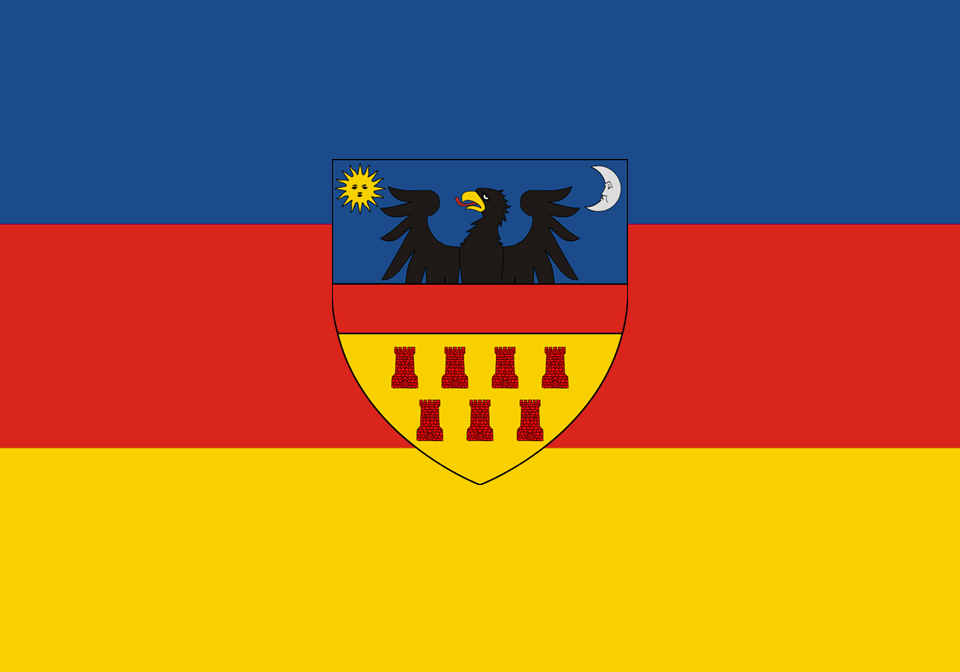
Drapeau de la principauté de Transylvanie[6].
Drapeau national de la Valachie (1831-1848)
Drapeau national de la Moldavie (1831-1861)
Pavillon de commerce de la Valachie pour la navigation (1834-1859).
Pavillon de commerce de la Moldavie pour la navigation (1834-1859)
La bannière du régiment d'infanterie de l'armée Moldavie (1834).
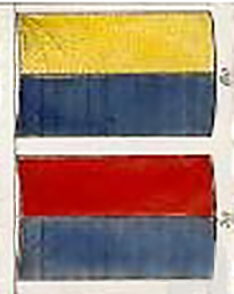
Drapeaux nationaux des principautés danubiennes : Valachie en haut, Moldavie en bas (1849-1861).
Drapeau de l'empire d'Autriche (1699-1867 en Transylvanie et 1774-1867 en Bucovine moldave).
Pavillon civil et marchand de l'Autriche-Hongrie (1869-1918 en Transylvanie et Bucovine moldave).
Drapeau de l'Empire ottoman (1421-1878 en Dobrogée et 1484-1812 au Bugeac).
Drapeau de l'Empire russe (1812-1917 en Bessarabie moldave).
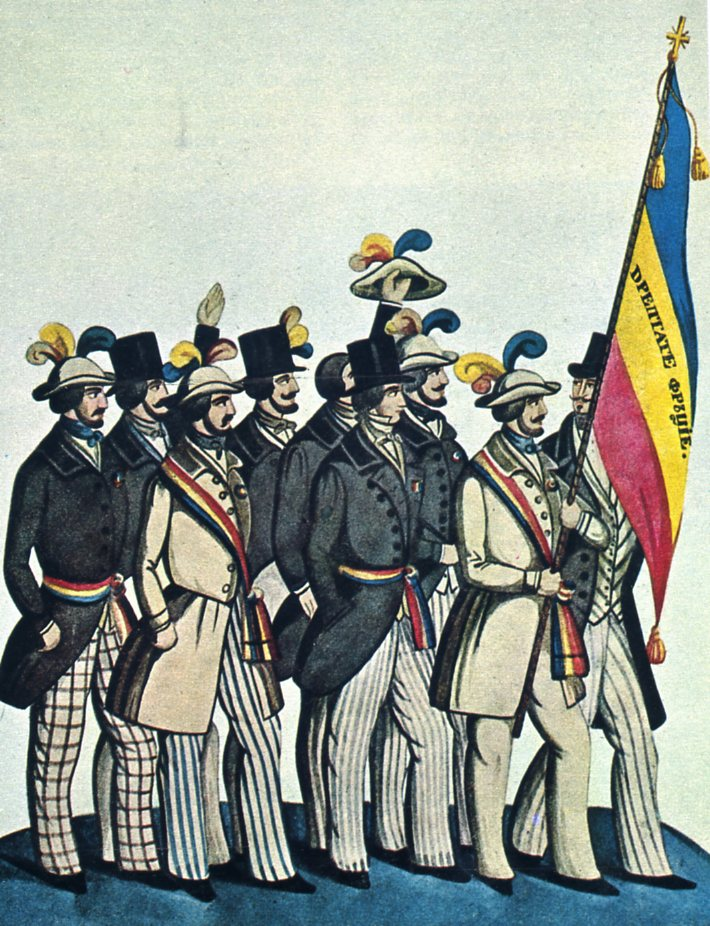
Patronnée par Alphonse de Lamartine, la « Société des étudiants roumains » défile à Paris en 1848, pendant le « printemps des peuples », avec un drapeau tricolore bleu-jaune-rouge portant les mentions Dreptate, Frăție (« Équité, Fraternité ») : reproduction d'une aquarelle de Costache Petrescu.

### Union des territoires roumains
Lorsque Moldavie occidentale et Valachie s'unirent en 1859 sous le règne d'Alexandru Ioan Cuza pour former la Roumanie, le tricolore horizontal en devint le drapeau officiel.
Durant la première année du règne de Carol Ier (1866), les couleurs restèrent horizontales ; en 1867 elles furent placées verticalement, le bleu près de la hampe, pour satisfaire à la francophilie de l'opinion roumaine à l'époque.
Au cours des années 1918-1947 (« royaume de la « Grande Roumanie »), le drapeau de la Roumanie en grande version porte au centre les armoiries royales et le monogramme royal du souverain régnant aux quatre coins. Cette grande version a été utilisée jusqu'au coup d'État qui inaugure le régime communiste de Roumanie le 6 mars 1945. Après l'abolition de la monarchie et la proclamation de la République populaire roumaine le 30 décembre 1947, de nouvelles armoiries communistes seront utilisées.

Tricolore arboré pendant la Révolution roumaine de 1848.
Drapeau des principautés unies de Moldavie et de Valachie de 1859 à 1862.
Drapeau des principautés unies de Moldavie et de Valachie de 1862 à 1867.
Drapeau de la principauté de Roumanie puis du royaume de Roumanie de 1867 à 1948.
Proposition alternative de Petre Vasiliu-Năsturel (1874).
Drapeau roumain avec les armoiries royales et le monogramme du roi Michel Ier (utilisé pendant la Seconde Guerre mondiale)

### Régime communiste
En 1948, le régime communiste ajoute au centre du drapeaux ses armoiries, qui sont modifiées à trois reprises : quelques mois plus tard au cours de la même année lorsqu'un emblème définitif est adopté, puis en 1952 où une étoile rouge à cinq branches est ajoutée et finalement en 1965, à l'occasion du renommage de la république populaire roumaine en république socialiste.

Drapeau de la République populaire roumaine du 8 janvier au 14 avril 1948.
Drapeau de la République populaire roumaine du 13 avril 1948 au 24 septembre 1952.
Drapeau de la République populaire roumaine du 24 septembre 1952 au 28 juin 1965.
Drapeau de la république socialiste de Roumanie du 28 juin 1965 au 22 décembre 1989.
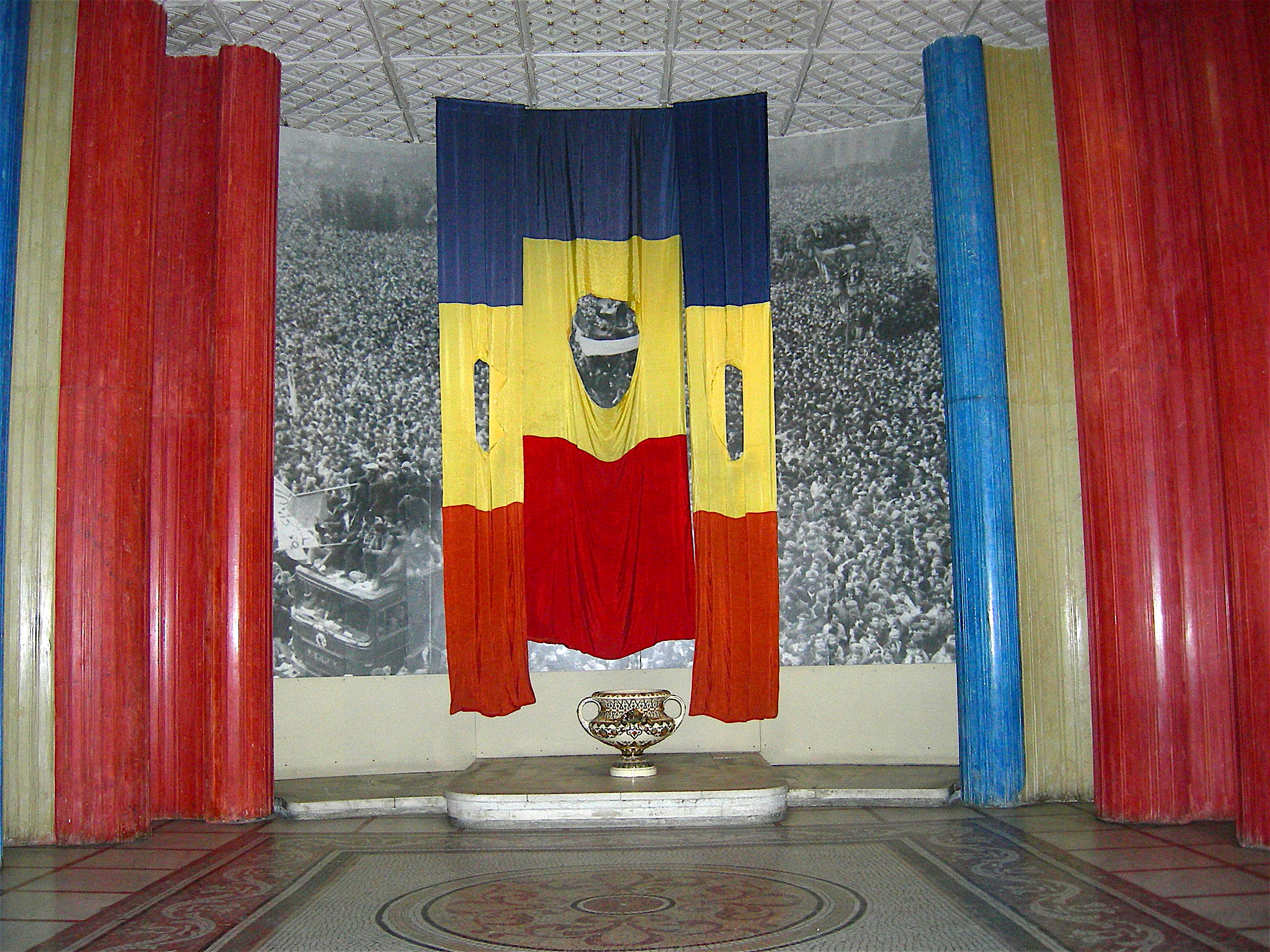
Drapeaux de l'insurrection de 1989 : les manifestants ont découpé l'emblème communiste imprimé au centre de la bande jaune (musée national militaire, Bucarest).

### Époque actuelle
Les manifestants de la révolution roumaine de 1989 découpent ces armoiries, amenant le gouvernement du Front de salut national constitué lors de la chute du président Ceaușescu à revenir, le 27 décembre 1989, au tricolore sans armoiries d'avant 1948. Ce faisant, la Roumanie se trouva avoir (à la nuance du bleu près) presque le même drapeau que le Tchad qui avait adopté son tricolore lors de son indépendance en 1960.

Drapeau utilisé lors des manifestations envers le régime de Ceaușescu en 1989.
Drapeau de 1867, réadopté en 1989.

Le drapeau de 1867, réadopté en 1989, est officiellement régi par la loi no 75 promulguée par le gouvernement roumain le 16 juillet 1994.

## Drapeaux similaires
Le drapeau roumain est proche des drapeaux d'Andorre, de Moldavie et du Tchad. Les couleurs et les proportions sont semblables mais non identiques. Il faut l'œil avisé d'un vexillologue pour réussir à distinguer les drapeaux tchadien et roumain.

République parthénopéenne (1799)
Roumanie, avec du bleu cobalt.
Tchad, avec du bleu indigo.
Andorre, avec écusson spécifique.
République de Moldavie, avec armoiries spécifiques.